# Frederick Orpen Bower
Frederick Orpen Bower (Ripon, 4 novembre 1855 – Ripon, 11 aprile 1948) è stato un botanico britannico.
Ha ottenuto la medaglia Linneana nel 1909 e la medaglia Darwin della Royal Society nel 1938. È stato presidente dell'Associazione britannica nel 1929-1930.
Il 24 febbraio 1918 divenne socio dell'Accademia delle scienze di Torino.

## Biografia
Bower nacque a Ripon in Yorkshire, figlio di Abraham Bower e Cornelia Morris, sorella del botanico Francis Orpen Morris. Studiò presso la Repton School di Derbyshire e poi presso il Trinity College di Cambridge dove si laureò nel 1877.
Nel 1880 divenne docente di botanica presso l'Università di Londra, sotto il prof. Thomas Huxley. Nel 1882 si trasferì a South Kensington come docente di ruolo di botanica. Durante questo periodo trascorse anche il suo tempo a Kew Gardens studiando con Dukinfield Henry Scott. Nel 1885 ebbe la cattedra presso l'Università di Glasgow fino al 1925.

## Opere
- Practical Botany for Beginners (1894)
- The Origin of a Land Flora (1908)
- Plant Life of Land (1911)
- The Ferns 3 vols. (1923–28)
- Plants and Man (1925)
- Size and Form in Plants (1930)
- Primitive Land Plants (1935)[4]
- Sixty Years of Botany in Britain, 1875-1935 (1938)

## Membro
- Membro della Royal Society di Edimburgo (1886)
- Membro della Royal Society (1891)[5]
- Membro della Royal Society of Belgium
- Membro dell'Accademia della Scienza di Monaco di Baviera
- Membro della Royal Danish Society
- Membro dell'Accademia Accademia delle scienze di Torino.[3]

Servì come Vice Presidente della Royal Society di Edimburgo dal 1910 al 1916 e da presidente dal 1919 al 1924, ricevendo il Premio Neill nel 1925.